# أحمد شفيق أبو عوف
أحمد شفيق أبو عوف (1919 - 2004) موسيقار وملحن وضابط وعضو برلمان سابق، حيث كان عضواً في مجلس الأمة عام 1959، وانتخب أحمد شفيق أبو عوف نائباً لرئيس جمعية المؤلفين والملحنين، كما اختير رئيساً لمركز موسيقي دول البحر الأبيض المتوسط (1970)، ورئيساً لمعهد الموسيقى العربية (1979).
كان أحد الضباط البارزين في عهد ثورة يوليو 1952 حيث كان قريباً من الضباط الأحرار بحكم السن والزمالة وكان من الذين تولوا المسئولية المتقدمة في كيانات الحياة الفنية خلال فترة ما بعد الثورة، وتولى قيادة ما سمي بجيش التحرير الوطني في شمال القاهرة (1956)، ونال عدة نياشين في أثناء الخدمة العسكرية.
شارك أحمد شفيق أبو عوف في إنشاء أول مجلس أعلى لرعاية الفنون والآداب، وتولّى فيه منصب السكرتير العام المساعد (1961). ومن خلال علاقاته برجال الحكم من ضباط الثورة شارك في إنشاء أوركسترا القاهرة السيمفوني، وفرقة المسرح الغنائي، وفرقة الموسيقى العربية مع عبد الحليم نويرة، وفرقة السماح التي لحّن أغنياتها ومثلت مصر في 13 مهرجانا موسيقيا عالميا.
مارس شفيق أبو عوف الكتابة الصحفية والتأليف، وقدّم في التليفزيون برنامجا أسبوعيا بعنوان «مع الموسيقي العربية».
يعد أحمد شفيق هو والد لأسرة فنية عريقة، فهو والد الفنان عزت أبو عوف وكلاً من مها ومنى ومنال وميرفت الذين أسسوا فرقة فور إم في نهاية السبعينيات.

## نشأته وتعليمه
ولد أحمد شفيق أبو عوف في 2 ديسمبر 1919 في القاهرة، وتخرج في الكلية الحربية (1940)، ثم درس في المعهد العالي للموسيقى وحصل على درجة الدبلوم منه (1952)، وفيما بعد درس السيارات والنقل البحري في جامعات أمريكا وإنجلترا، كما نال درجة في الأدب الإنجليزي من الجامعة الأمريكية (1977).

## حياته الفنية
كان أبو عوف محباً للموسيقى والفن، حيث تعلق بشارع محمد علي بمجرد مجيئه للقاهرة، وانضم لعدة فرق موسيقية والتي كانت تُسمى في تلك الفترة بـ«التُخَت»، كما واظب على حضور جلسة الفنان الراحل سيد درويش حتى استقى منه التراث الغنائي وفق قوله في إحدى اللقاءات، واشترى لنفسه آلة العود ليعزف عليها.
شارك أحمد شفيق أبو عوف في إنشاء أول مجلس أعلى لرعاية الفنون والآداب، وتولّى فيه منصب السكرتير العام المساعد (1961). ومن خلال علاقاته برجال الحكم من ضباط الثورة شارك في إنشاء أوركسترا القاهرة السيمفوني، وفرقة المسرح الغنائي، وفرقة الموسيقى العربية مع عبد الحليم نويرة، وفرقة السماح التي لحّن أغنياتها ومثلت مصر في 13 مهرجانا موسيقيا عالميا.
وفي بداية الثورة كون اللجنة الموسيقية العليا ورأسها بالزي العسكري، وضم لعضويتها عدداً من المخلصين لهذا الفن، وقد عقد اجتماع اللجنة الأول برئاسة الرئيس محمد نجيب، وتمكن أبو عوف من خلال هذه اللجنة وبفضل حماس الشعب والفنانين من جمع 2000 عمل غنائي من حفظة هذا التراث، وكانت منها نصوص أغاني أم كلثوم، وهكذا قامت اللجنة بمحاولة جادة ومبكرة في جمع التراث القومي في الموسيقي، كما أقامت هذه اللجنة الحفلات السيمفونية العامة للجمهور مثل حفلات أوركسترا بلجراد السيمفوني، وأسهمت (1954) بتحرير بطاقة الشرح والتعريف بالمعزوفات المقدمة في البرنامج.
انتخب أحمد شفيق أبو عوف نائباً لرئيس جمعية المؤلفين والملحنين، كما اختير رئيساً لمركز موسيقي دول البحر الأبيض المتوسط (1970)، ورئيساً لمعهد الموسيقى العربية (1979). مارس شفيق أبو عوف الكتابة الصحفية والتأليف، وقدم في التليفزيون برنامجا أسبوعيا بعنوان «مع الموسيقى العربية».
كان أحمد شفيق أبو عوف من الذين دعوا إلى الحديث عن «الموسيقى العربية» كمدخل مستقل عن «الموسيقى الشرقية»، وقد عبّر عن هذه الفكرة في مقدمة كتابه «الموسيقى الشرقية»، كان أبو عوف مغرماً بالحديث عن الخصائص التي تميز الموسيقى الشرقية على الموسيقى العربية وهي: «وضوح الخط اللحني، ووضوح وتنويع وثراء الإيقاع، واستخدام المسافات الموسيقية التي تقل عن نصف المسافة، وكان أبو عوف يقول إنه يمكن لنا أن نصف موسيقانا العربية أنها شرقية إذا أردنا الحديث عنها كحاملة للخصائص التي تميز الموسيقى الشرقية بصفة عامة، وأهم هذه الخصائص «أنها لحنية، وذات إيقاع ساخن وراقص، وتزدان بكثير من الزخارف اللحنية».

### أشهر أعماله الموسيقية
شارك أبو عوف في إعداد ألحان وموسيقى فيلم «عروس النيل» الذي عُرض عام 1963، كذلك صمم الاستعراضات في فيلم «القاهرة 30» بعد 3 سنوات.

## حياته العسكرية
كان أحمد شفيق أبو عوف قريباً من الضباط الأحرار بحكم السن والزمالة، ولهذا فقد شاركهم بعض نشاطهم البيروقراطي بعد قيام الثورة، وتولّى قيادة ما سُمي بجيش التحرير الوطني في شمال القاهرة (1956)، ونال عدة نياشين في أثناء الخدمة العسكرية.

## عضوية البرلمان

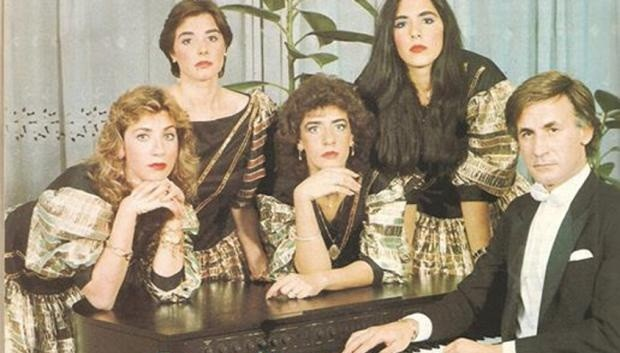
أبناؤه الخمسة عزت ومها ومنى ومنال وميرفت الذين أسسوا فرقة فور إم

رشح نفسه في انتخابات مجلس الأمة عام 1957 وفاز بعضوية المجلس لكنه لم يستمر طويلاً، حيث سرعان ما تعرض للمشاكل والخلافات خصوصاً مع محمد أنور السادات الذي كان يترأس المجلس في ذلك الوقت، وكذلك تعرض لمشاكل للهجوم البرلماني والشعبي أثناء عضويته بسبب شغله منصب المستشار الفني لمديرية التحرير تحت قيادة زميله مجدي حسنين وتقاضيه أجراً عن هذه الوظيفة وهو ما كان بالطبع يتعارض مع القانون.

## أسرته
تزوج أبو عوف من السيدة سميرة عبد الكريم صالح، ويعد أحمد شفيق هو والد لأسرة فنية عريقة، فهو والد الفنان عزت أبو عوف وكلاً من مها ومنى ومنال وميرفت الذين أسسوا فرقة فور إم في نهاية السبعينيات.

## وفاته
توفي في 9 يناير 2004.